# Ворне
Ворне́ (фр. Vornay) — коммуна во Франции, находится в регионе Центр. Департамент — Шер. Входит в состав кантона Божи. Округ коммуны — Бурж.
Код INSEE коммуны — 18289.

## География
Коммуна расположена приблизительно в 210 км к югу от Парижа, в 115 км юго-восточнее Орлеана, в 19 км к юго-востоку от Буржа.
Через северо-западную часть коммуны протекает река Эрена.

## Население
Население коммуны на 2008 год составляло 529 человек.
| 1962 | 1968 | 1975 | 1982 | 1990 | 1999 | 2008 |
| ---- | ---- | ---- | ---- | ---- | ---- | ---- |
| 409  | 403  | 355  | 341  | 469  | 446  | 529  |

## Администрация
| Период | Период | Фамилия      | Партия | Примечания |
| ------ | ------ | ------------ | ------ | ---------- |
| 2001   | 2008   | Марк Шапюзо  |        |            |
| 2008   | 2014   | Оливье Дюбуа |        |            |

## Экономика

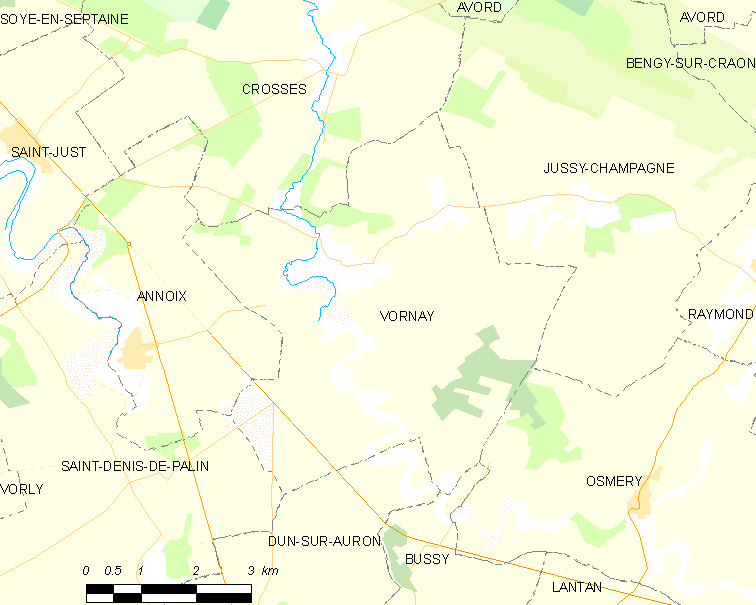
Карта коммуны

В 2007 году среди 336 человек в трудоспособном возрасте (15-64 лет) 266 были экономически активными, 70 — неактивными (показатель активности — 79,2 %, в 1999 году было 71,8 %). Из 266 активных работали 236 человек (135 мужчин и 101 женщина), безработных было 30 (11 мужчин и 19 женщин). Среди 70 неактивных 24 человека были учениками или студентами, 19 — пенсионерами, 27 были неактивными по другим причинам.

## Достопримечательности
- Приходская церковь Сен-Жермен (XII век). Исторический памятник с 1911 года[3]
- Руины древнеримской виллы и водопровода
- Замок XII века